# Aleksandr Poleszczuk
Aleksandr Fiodorowicz Poleszczuk (ros. Александр Фёдорович Полещук; ur. 30 października 1953 w Czeremchowie) – rosyjski kosmonauta, Bohater Federacji Rosyjskiej (1993).

## Życiorys
Do 1971 skończył 10 klas szkoły, w 1977 Moskiewski Instytut Lotniczy, a w 1979 Wydział Wieczorowy Uniwersytetu Marksizmu-Leninizmu, 1977-1989 pracował jako inżynier, starszy inżynier i kierownik grupy w Zjednoczeniu „Energija”. W 1989 został włączony do oddziału kosmonautów, od września 1989 do stycznia 1991 przechodził przygotowanie w Centrum Wyszkolenia Kosmonautów im. J. Gagarina, 1 czerwca 1991 został kosmonautą-badaczem 291 oddziału kosmonautów Zjednoczenia „Energija”, od 24 stycznia do 22 lipca 1993 odbywał swój pierwszy lot jako inżynier pokładowy na statku Sojuz TM-16 wraz z Giennadijem Manakowem; odbył dwa spacery kosmiczne o łącznym czasie 9 godzin i 58 minut. Od kwietnia 1994 do marca 1995 przechodził przygotowanie jako inżynier trzeciej (rezerwowej) załogi statku Sojuz TM-21 mającego lecieć na stację kosmiczną Mir, jednak został wycofany z powodu stanu zdrowia.

## Odznaczenia
- Bohater Federacji Rosyjskiej (23 lipca 1993)
- Lotnik-Kosmonauta Federacji Rosyjskiej
- Medal „Za zasługi w podboju kosmosu” (12 kwietnia 2011)
- Oficer Orderu Zasługi (Francja)
- Universal Astronaut Insignia za lot orbitalny (nr 286) – Stowarzyszenie Uczestników Lotów Kosmicznych (Association of Space Explorers(inne języki))[1]